# Preistoria
La Preistoria, nella periodizzazione della storia dell'umanità, è convenzionalmente definita come il primo e il più lungo periodo della storia umana; è compresa tra le prime testimonianze della presenza dell'uomo e i più antichi documenti scritti, che segnano l'inizio dell'Età antica. 
L'inizio della Preistoria può essere fatto risalire a diversi stadi dell'evoluzione dell'uomo, a seconda della convenzione adottata: lo si può far coincidere con la comparsa del primo manufatto tecnologico dell'Australopithecus garhi (2,5 milioni di anni fa), oppure con la comparsa della prima specie del genere Homo, ossia l'Homo habilis (2,4 milioni di anni fa), o anche con la comparsa dell'Homo sapiens, il cosiddetto "uomo moderno" (tra i 300 000 e i 200 000 anni fa), dotato di caratteri anatomici identici all'uomo odierno e caratterizzato da una cultura artistica e spirituale. Un inizio universalmente riconosciuto della Storia, dunque, non esiste a priori, ma dipende dalla convenzione che si sceglie di adottare.
La Preistoria finisce quindi quando gli uomini cominciano a lasciare traccia del proprio pensiero tramite la scrittura, la cui invenzione avvenne come conseguenza della Rivoluzione urbana, che ha interessato dapprima le aree dette culle della civiltà urbana, in cui essa si è attuata indipendentemente e in epoche diverse. La data di termine della Preistoria e il passaggio all'Età antica variano conseguentemente a seconda dell'area geografica: in Egitto e in Mesopotamia nel 3500-3200 a.C., in Cina intorno al 1200 a.C., nella valle dell'Indo intorno al 2200 a.C., in Mesoamerica intorno al 600 a.C.. Nelle altre aree, la data varia notevolmente, a seconda di quando si attuò la Rivoluzione urbana e l'introduzione della scrittura nelle varie culture.

## Descrizione
La differenza tra la Preistoria e i periodi successivi della periodizzazione della storia umana consiste quindi, fondamentalmente, nel tipo di fonti che si hanno a disposizione per studiare il passato: solo testimonianze materiali per la Preistoria, anche testimonianze scritte per il resto della storia umana.

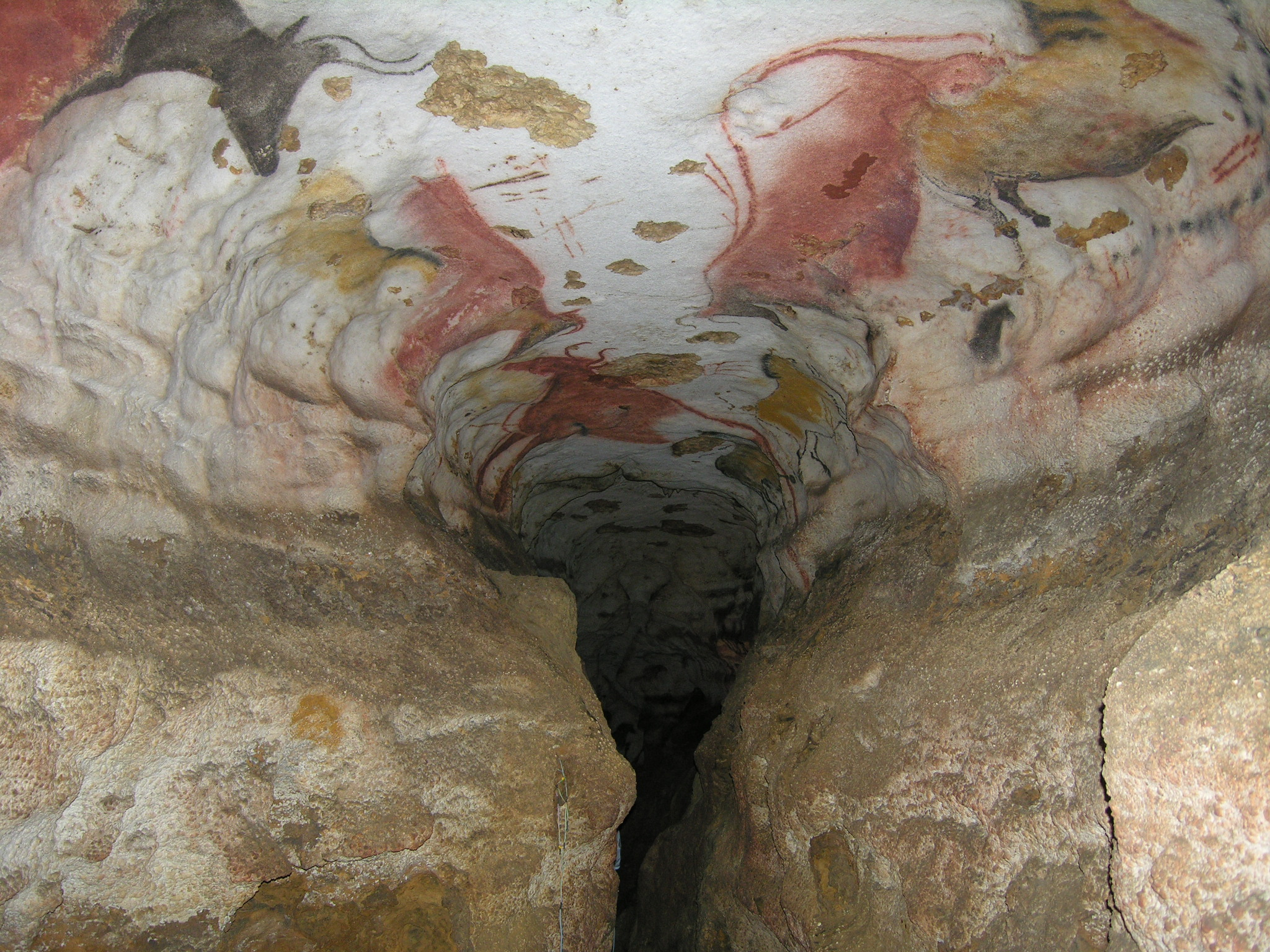
Dipinti rupestri delle Grotte di Lascaux.

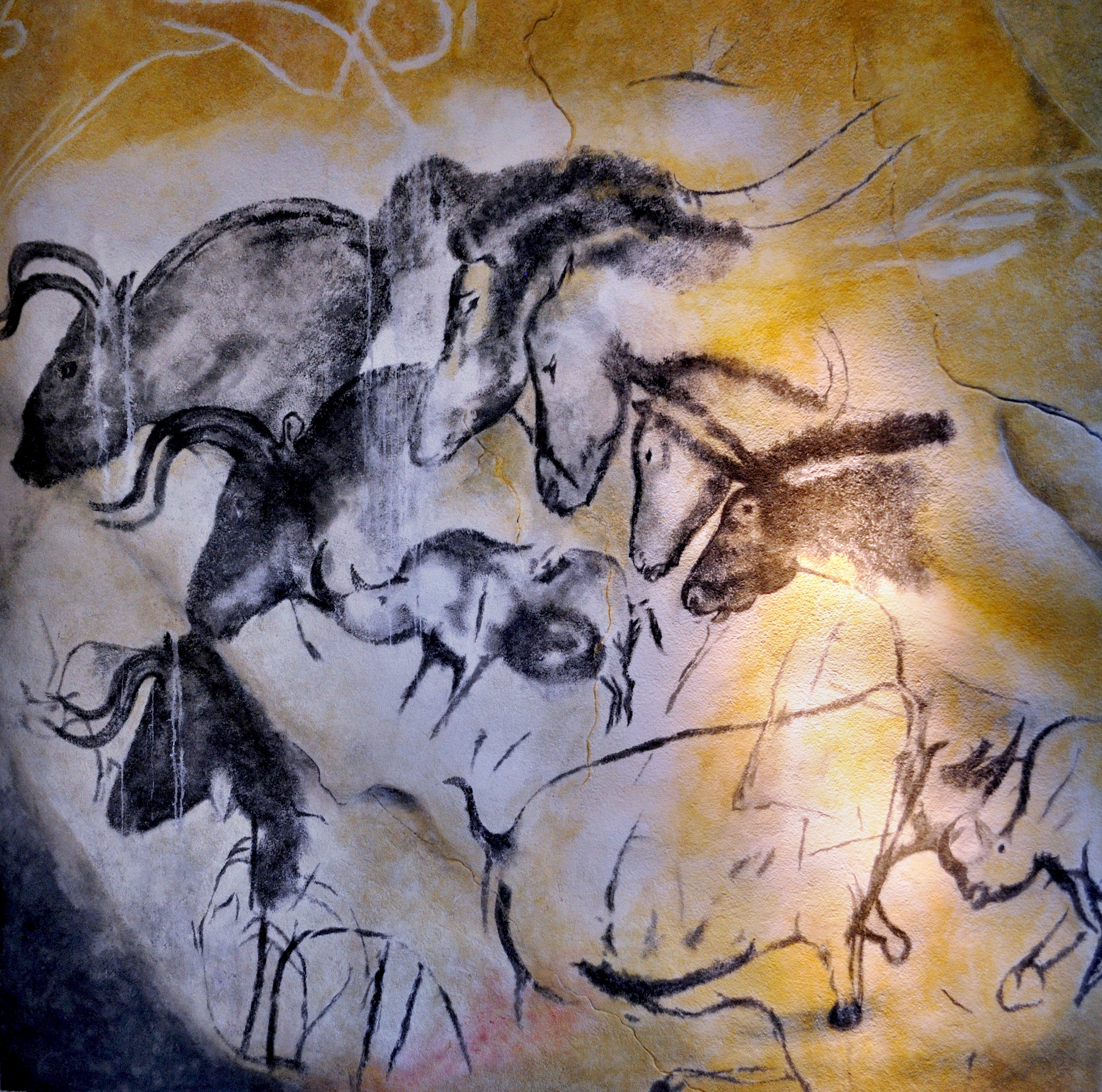
Dipinti rupestri della Grotta di Chauvet.

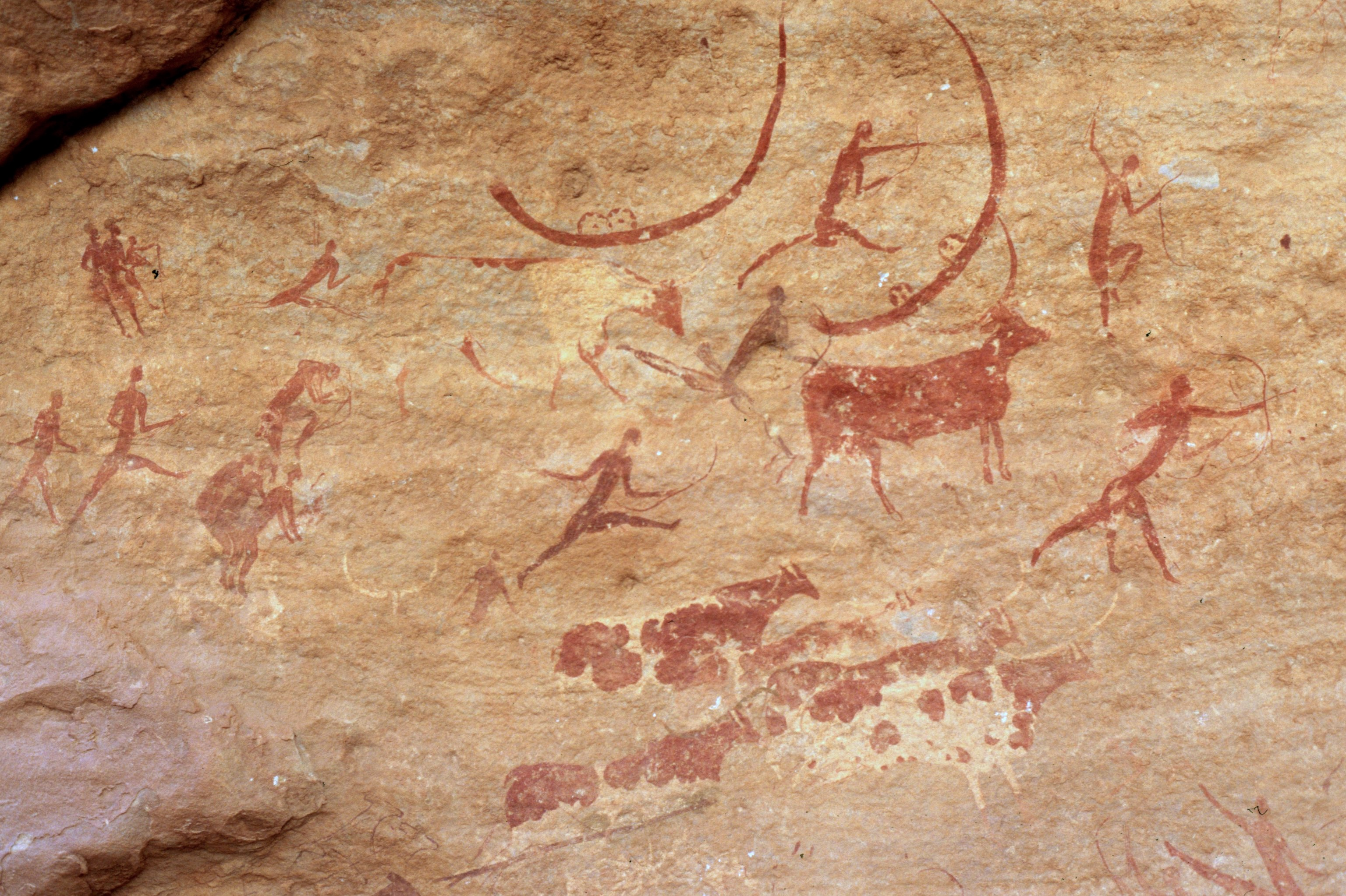
Petroglifi del Tassili n'Ajjer.

Il termine "Preistoria" deriva dal latino præ, "prima, innanzi" e historia («storia»). Ciò non deve però trarre in inganno: la Preistoria non è un periodo "prima della storia": la parola "storia", etimologicamente, non significa solo "insieme dei fatti accaduti" o "esposizione di fatti accaduti", ma anche "racconto"; di conseguenza, il termine "Preistoria" può essere correttamente inteso come il periodo precedente a quello in cui le popolazioni hanno iniziato a raccontare se stesse tramite la scrittura.
La Preistoria è quindi indubbiamente parte integrante della storia umana, di cui costituisce anzi componente essenziale, quella in cui si delineano tutte le caratteristiche fondamentali dell'umanità. A tal proposito giova ricordare che la Preistoria interessa un periodo di tempo incomparabilmente più lungo rispetto alla somma di tutte le successive età e dunque, sostanzialmente, la gran parte della storia umana è costituita dalla Preistoria. Ciononostante, la Preistoria è anche il periodo di cui si sa meno, a causa della scarsità di testimonianze e della loro difficoltà di interpretazione.

## La nascita del concetto di "Preistoria"
Nel 1833 Paul Tournal (1805-1872), fondatore della Commission Archéologique del museo di Narbonne, aveva utilizzato il termine anté-historique; la prima occorrenza del termine prehistoric è invece del 1851, nel titolo di un libro di Daniel Wilson (1816-1892). In seguito, il termine si è diffuso anche in altre lingue.

## Definizione

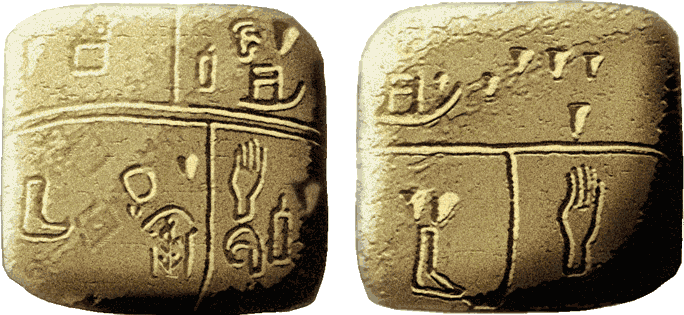
Tavoletta calcarea incisa da scrittura pittografica. Proviene dalla città mesopotamica di Kish (Iraq), risalente al 3 500 a.C. Una delle prime scritture conosciute.

La Preistoria è convenzionalmente utilizzata per definire e delimitare il periodo della storia umana che precede l'invenzione della scrittura, ovvero della storia documentata o registrata tramite la scrittura.
La lunghissima fase della storia dell'uomo antecedente l'invenzione della scrittura, a rigor di termini, dovrebbe iniziare circa 200 000 anni fa, quando nella regione dell'attuale Sudafrica appare un tipo umano, l'Homo sapiens, che dal punto di vista dell'anatomia e della morfologia risulta in tutto identico all'uomo attuale.
Tuttavia, circa 2,5 milioni di anni fa, un tipo di ominide vivente nella regione intorno al Lago Vittoria, nel luogo dove attualmente confinano l'Uganda, il Kenya e la Tanzania, inizia ad utilizzare per la prima volta degli utensili, dando il via alla storia della tecnica; per estensione, si può ipotizzare una possibile contemporanea origine del pensiero, che darà a sua volta inizio alla religione, all'arte, alla filosofia e alla scienza pura.

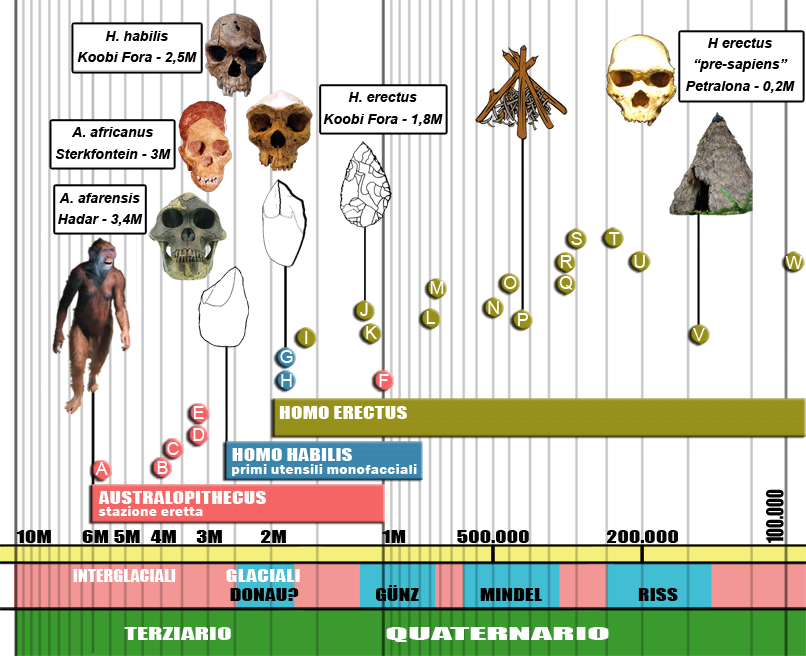
Schema dell'evoluzione umana (pre-sapiens). Il periodo Quaternario inizia col pleistocene, circa 2,6 milioni di anni fa.
LEGENDA: A: Lukeino, Lothogam; B: Afarensis, Hadar (Etiopia); C: Afarensis ("Lucy"), Hadar (Etiopia); D: Africanus; E: Robustus; F: Ultimi australopitechi; G: Industria di Oldoway (Tanzania): ciottoli bifacciali (chopping-tools); H: Primi insediamenti strutturati, Melka Kunturé (Etiopia); I: Homo erectus in Europa; J: Avvio dell'industria acheuleana in Africa; K: Homo erectus in Francia; L: Avvio dell'industria acheuleana in Europa; M: Homo erectus in Germania; N: Uomo di Giava; O: Uomo di Tautavel (Francia); P: Dominio del fuoco: Nizza (Francia); Vértesszöllös (Ungheria); Q: Tecniche di caccia, Torralba del Moral (Spagna); R: Sinantropo (Uomo di Pechino), Zhoukoudian (Cina); S: Fossili pre-neandertaliani di Swanscombe (Gran Bretagna); T: Fossili pre-neandertaliani di Petralona (Grecia); U: Fossili pre-neandertaliani di Steinheim (Germania); V: Capanna, Nizza (Francia); W: Homo erectus, Gerona (Spagna).

Altrettanto complessa è la definizione temporale del termine finale, poiché convenzionalmente la definizione si riferisce alla scoperta della scrittura, che è soggetta a variazioni, anche notevoli, sia per l'ambito geografico che per quello temporale. Se tradizionalmente l'inizio della registrazione in forma scritta dei linguaggi verbali è stata collocata dagli storici intorno al 3200 a.C. nella Bassa Mesopotamia, nuove ipotesi come quelle legate agli studi di Marija Gimbutas e alle sue indagini sui sistemi di registrazione su terrecotte in uso nei Balcani tra il 6000 e il 5000 a.C., come anche gli studi antropologici condotti da Nikolaj Miklucho-Maklaj in Nuova Guinea, rendono più complesso applicare nel tempo e nello spazio questa definizione.
Per contro, grazie alla comparsa di testimonianze scritte continuative e interpretabili, gli studiosi hanno avuto a disposizione per la ricostruzione degli eventi storici una più vasta e chiara documentazione, che giustifica questa periodizzazione convenzionale.

### Periodizzazione
La Preistoria viene convenzionalmente suddivisa in vari periodi:
- Età della Pietra
  1. Paleolitico
  2. Mesolitico
  3. Neolitico
- Età dei Metalli
  1. Età del Rame
  2. Età del Bronzo
  3. Età del Ferro

In alcuni contesti, la fase di passaggio tra Preistoria ed Età Antica è detta Protostoria. Essa si identifica soprattutto a livello storiografico: per studiarla, gli storici hanno sì la possibilità di utilizzare documenti scritti, ma essi sono molto limitati e l'utilizzo delle testimonianze materiali è ancora assolutamente prevalente. Il concetto si applica al periodo in cui certe popolazioni hanno una complessità sociopolitica, ma fanno solo un uso marginale dello strumento della scrittura; si applica anche a popolazioni che non usano affatto la scrittura, ma sulle quali abbiamo testimonianze scritte lasciate da altre popolazioni più o meno coeve.  A seconda delle aree, la Protostoria può corrispondere all'Età del Bronzo o all'Età del Ferro.

## Età della Pietra
Nel sistema delle tre età, in cui viene tradizionalmente suddivisa la Preistoria, l'espressione Età della Pietra si riferisce alla fase dell'evoluzione umana in cui si iniziarono a costruire e usare utensili ricavandoli da pietre, legno, corno, ossa e conchiglie animali.
La fine di questo periodo viene identificata nella nascita delle tecniche di lavorazione dei metalli, da cui prendono il nome le successive Età del Bronzo ed Età del Ferro.
L'espressione non si riferisce a un periodo temporale specifico, ma a una fase dell'evoluzione umana, che giunse al proprio termine in momenti diversi ed ebbe caratteristiche specifiche diverse in diverse regioni del globo.
L'Età della Pietra, che va dalla comparsa dei primi ominidi (circa due milioni e mezzo di anni fa) all'8000-5000 a.C. (epoca in cui si iniziarono a forgiare i primi metalli), viene a sua volta tradizionalmente suddivisa, in funzione delle tecniche predominanti di lavorazione dei materiali ed uso degli utensili, in tre periodi: 
- Paleolitico
- Mesolitico
- Neolitico

### Paleolitico

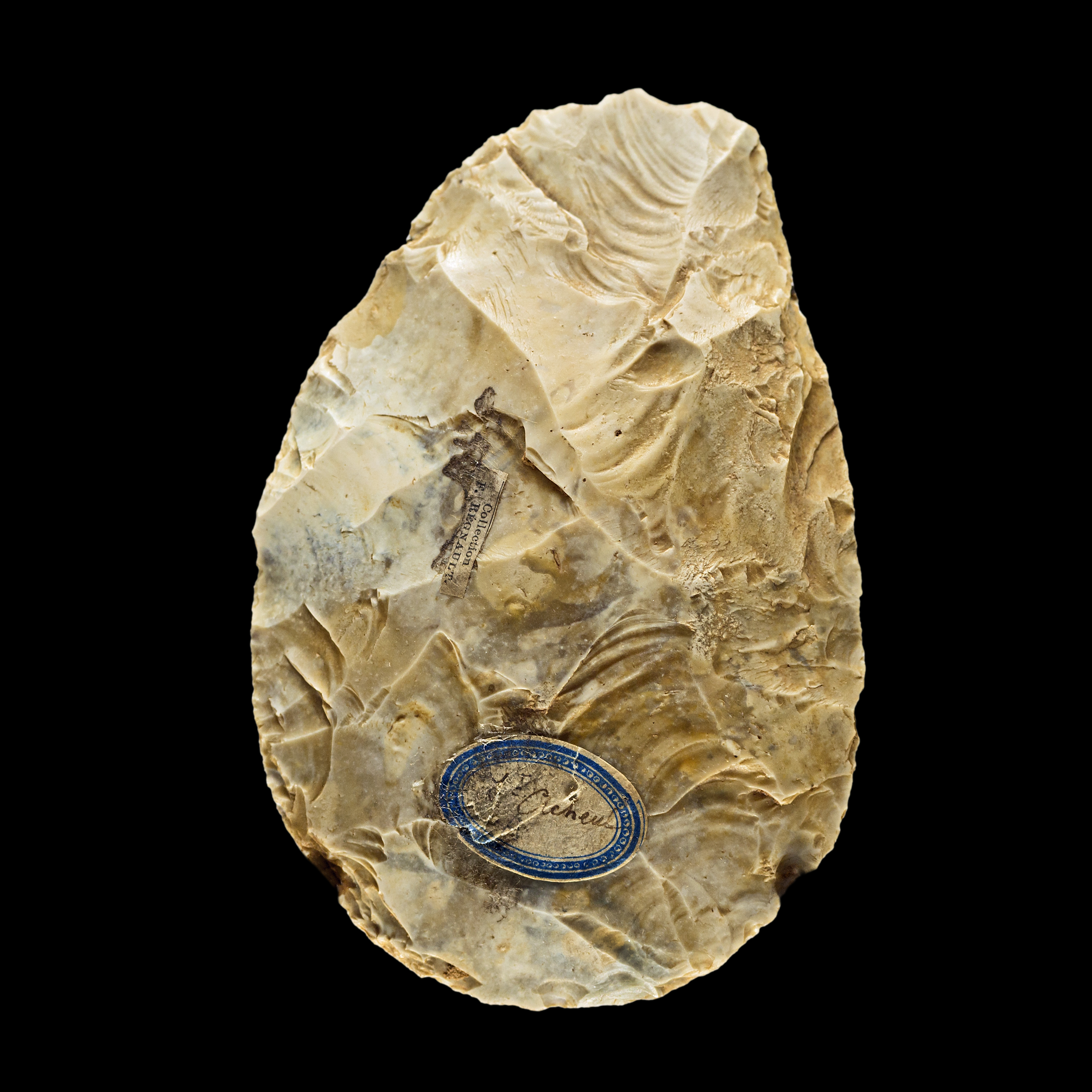
Ascia a mano acheuleana del Paleolitico inferiore

Il Paleolitico copre un periodo temporale che va da circa 2 milioni di anni fa fino alla fine del Pleistocene, 11 700 anni fa circa.
Il Paleolitico inferiore vide lo sviluppo dell'Homo habilis, verso la fine del Pliocene in Africa; questi antenati dell'uomo moderno svilupparono i primi utensili noti, i cosiddetti chopper di pietra. Il sito di Olduvai in Tanzania risale a quest'epoca. Circa un milione e mezzo di anni fa apparve l'Homo erectus, a cui si attribuisce la scoperta del fuoco. Costui raffinò la costruzione dei chopper, e si espanse verso l'Asia, come testimoniato dal sito di Zhoukoudian in Cina. A un milione di anni fa circa risalgono i primi reperti umani in Europa, e le prime testimonianze dell'uso dell'ascia a mano, un'evoluzione del chopper.
Il Paleolitico medio ebbe inizio circa 200 000 anni fa e viene ricordato soprattutto per l'avvento (e la successiva scomparsa) degli uomini di Neanderthal. All'epoca del Paleolitico di mezzo risalgono i primi esempi di arte preistorica.
Il Paleolitico superiore rappresenta il periodo da 35 000 a 10 000 anni fa (la fine dell'ultima glaciazione), durante il quale umani già morfologicamente moderni si diffusero per tutto il pianeta.

### Mesolitico

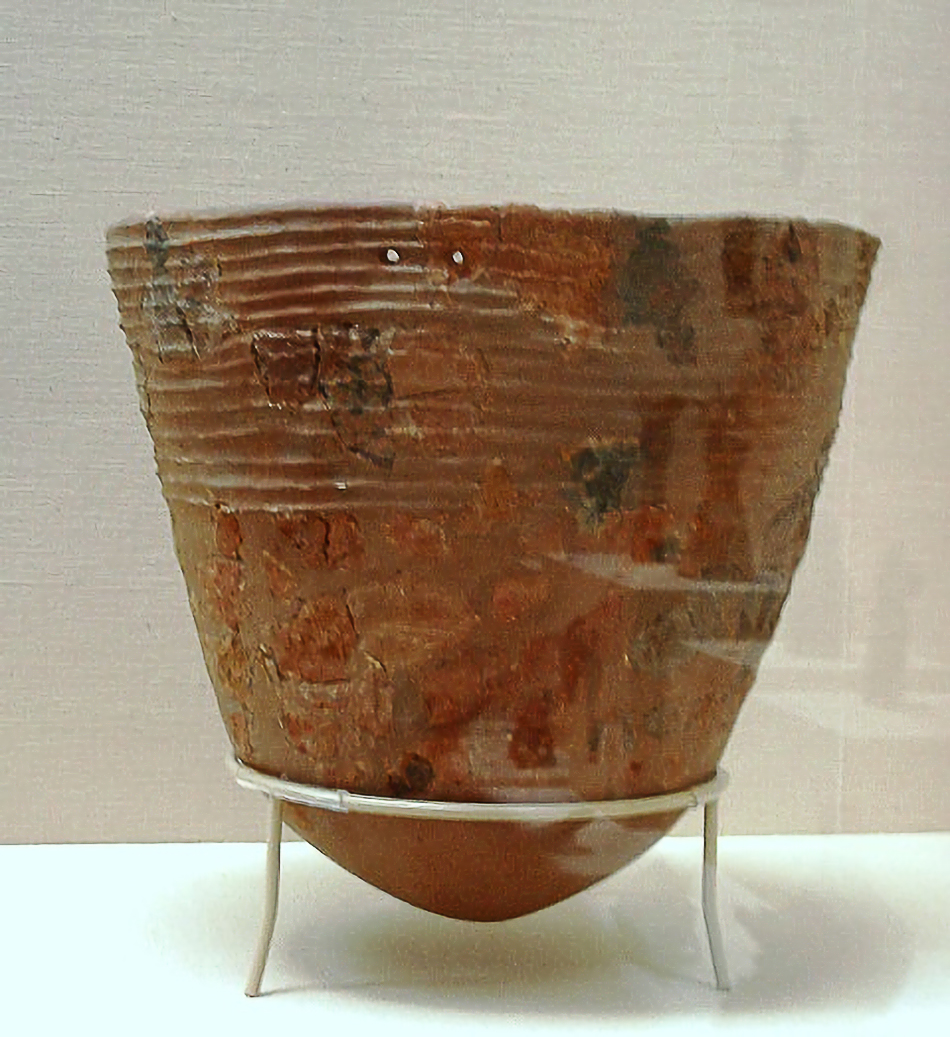
Il vasellame giapponese di Jōmon è fra i più antichi del mondo

Il Mesolitico (età mediana della pietra), o epipaleolitico, è il periodo intermedio dell'Età della Pietra, che va approssimativamente dal 10000 all'8000 a.C. È considerato un periodo di transizione tra il Paleolitico e la grande trasformazione che avverrà con il Neolitico.
L'uomo del Mesolitico vive sostanzialmente come nel Paleolitico, ma grandi mutamenti avvengono nell'ambiente naturale. In questo periodo, infatti, la fine dell'ultima glaciazione (glaciazione Würm) porta a un clima temperato in tutta Europa e a un graduale innalzamento del livello dei mari, con conseguenti trasformazioni del territorio che portano gli uomini a cercare nuove forme di sostentamento.
In questa fase vennero sviluppati utensili microlitici, che testimoniano una maggiore raffinatezza nella lavorazione dei materiali; presero forma insediamenti organizzati basati sulla pesca; e probabilmente in questo periodo avvenne l'addomesticazione del cane.

### Neolitico

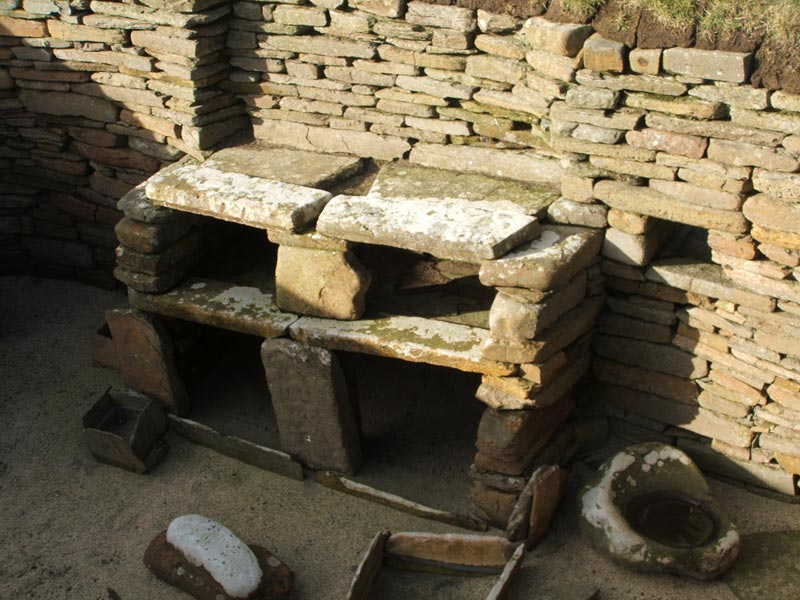
Il villaggio di Skara Brae, Scozia

Il Neolitico (8000-3500 a.C.) fu caratterizzato dalla nascita dell'agricoltura (la cosiddetta "rivoluzione neolitica"), lo sviluppo di tecniche per la realizzazione di vasellame di argilla, e la formazione di insediamenti più grandi e complessi, come Çatal Hüyük e Gerico. Le prime culture neolitiche apparvero intorno all'VIII millennio a.C. nella zona della cosiddetta Mezzaluna Fertile, per poi diffondersi verso il Mediterraneo, la valle dell'Indo, la Cina e il Sudest asiatico.
Lo sviluppo dell'agricoltura portò alla realizzazione di nuovi strumenti di pietra, inclusi utensili per arrotare lame e tagliare legna. In questo periodo furono anche erette le prime costruzioni di grandi dimensioni, incluse primitive torri e mura (per esempio quelle di Gerico) e luoghi di culto (per esempio Stonehenge). Queste opere testimoniano la capacità degli uomini dell'epoca di cooperare in grandi gruppi; è controverso se questo fatto, a sua volta, sia da considerarsi conseguenza dell'emergere di gerarchie sociali.
Nel Neolitico presero anche forma le prime attività commerciali, testimoniate dai ritrovamenti di materiali a centinaia di chilometri dal luogo di provenienza naturale. Il sito di Skara Brae, nelle isole Orcadi, a nord ovest della Scozia, rappresenta uno dei più importanti esempi di villaggio neolitico europeo. Vi si trovano letti di pietra, scaffali, e persino una rudimentale latrina collegata a un torrente.

## Età dei Metalli

### Età del Rame
L'Età del rame, indicata anche con i termini Eneolitico, Calcolitico o (più raramente) Cuprolitico, è il periodo della Preistoria in cui gli uomini iniziano ad usare e a sperimentare i metalli, senza per questo abbandonare l'uso della pietra negli utensili.

### Età del Bronzo
L'Età del bronzo indica, rispetto a una data società preistorica o protostorica, il periodo caratterizzato dall'utilizzo sistematico ed esteso della metallurgia del bronzo che, per quanto riguarda l'Europa, si estende dal 3400 a.C. al 1100 a.C. circa.
Tale utilizzo potrebbe essere basato sulla fusione locale di rame e stagno estratti dai minerali oppure, come nel caso della Scandinavia, dal commercio del bronzo dalle aree di estrazione e/o produzione verso altre zone. La denominazione è stata introdotta dal religioso francese Nicolas Mahudel e poi accolta dall'archeologo Christian Jürgensen Thomsen nel suo  "sistema delle tre età" del 1816, utilizzato per la sua opera di classificazione delle antichità nazionali. In seguito il concetto diventò comune in tutta la letteratura archeologica.
Mahudel propose il concetto di Età del Bronzo dopo aver osservato che le sepolture dove si trovavano urne più rovinate generalmente contenevano oggetti di bronzo, mentre i manufatti di ferro erano presenti nelle tombe più recenti.

### Età del Ferro
L'età del Ferro indica, in base al sistema delle tre età, un periodo della Preistoria caratterizzato dall'utilizzo della metallurgia del ferro, soprattutto per la fabbricazione di armi e utensili, e che abbraccia grosso modo un periodo che va dalla fine del II millennio a tutto il I millennio a.C. (inizia intorno al XIII secolo a.C. nel mondo mediterraneo e nel Vicino Oriente; tra il IX e l'VIII secolo a.C. nell'Europa settentrionale). L'adozione di questo nuovo materiale spesso coincide con altri mutamenti nella società, non escluse le divergenti pratiche agricole, credenze religiose e stili artistici.

## Preistoria in Italia

### Paleolitico e Mesolitico
Le prime colonizzazioni umane italiane, e forse anche le prime in Europa, si trovano testimoniate ad Apricena, nel sito di Pirro nord (1 300 000 anni fa), a Monte Poggiolo (850 000 anni fa), ad Isernia (600 000 anni fa). Non conosciamo a quale specie umana possano appartenere queste tracce. In Spagna si conoscono popolamenti umani risalenti ad almeno 1 milione di anni fa dovuti a Homo antecessor, specie che si pensa visse in un periodo databile tra 1,2 milioni e 800 000 anni fa.
La presenza dell'Uomo di Neanderthal è dimostrata da ritrovamenti paleoantropologici databili a circa 250000-200000 anni fa.
Secondo gli studiosi la comparsa dell'Homo sapiens nella regione geografica italiana è databile al Paleolitico superiore, periodo che si estende tra i 40 000 e i 10 000 anni fa.

### Neolitico
In Italia meridionale la cultura neolitica della ceramica impressa si diffuse, tra la seconda metà del VI millennio a.C. e gli inizi del V, soprattutto nel Tavoliere delle Puglie, in Irpinia, e in Basilicata, da dove si diffuse verso nord e verso l'interno e la costa tirrenica.

### L'Italia protostorica
La fase protostorica comprende l'età dei metalli ossia il periodo che va dal calcolitico (o età del rame), che inizia circa dall'8000 a.C., passando per l'età del bronzo, circa 3500 a.C., fino all'età del ferro, circa dal 1200 a.C. Durante questo lasso di tempo nel territorio italiano si svilupparono numerose culture, anche di origine esogena o presentati tratti di origine esogena, tra le quali la cultura di Remedello del Rinaldone e del Gaudo, la cultura del vaso campaniforme e la cultura protovillanoviana. Genti provenienti da varie regioni europee e da Oriente si stanziarono in territorio italiano senza però sopraffare le popolazioni locali. In alcuni casi, in particolare nelle fasi più tarde, queste culture daranno origine alle prime entità "nazionali".

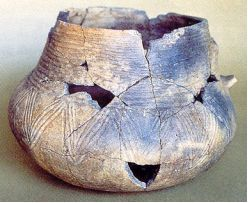
Ceramica della cultura del Gaudo

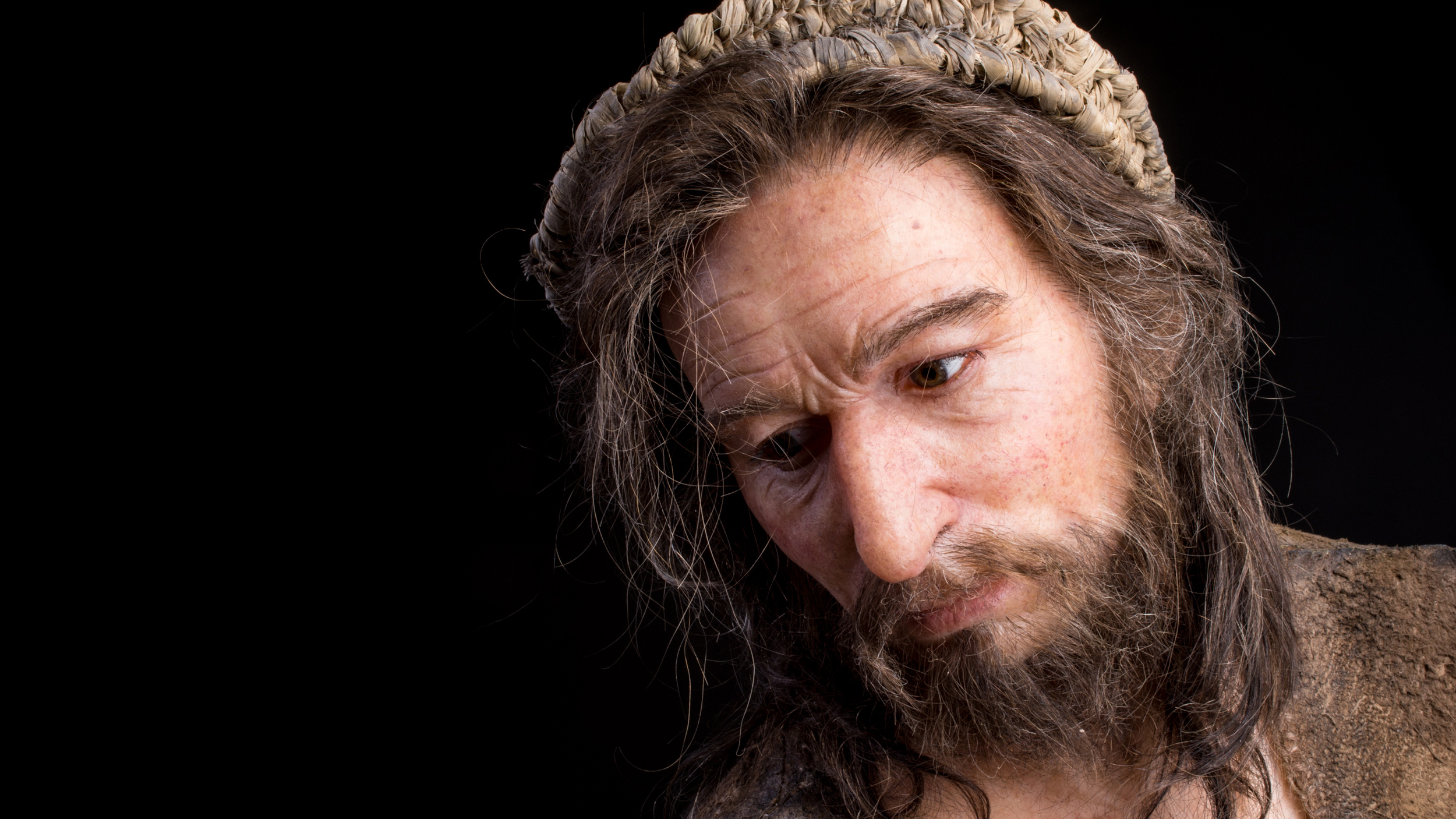
Ricostruzione di Homo sapiens dell'età dei metalli (MUSE - Museo delle Scienze di Trento).

\\

## Agricoltura
La rivoluzione neolitica o rivoluzione del neolitico, detta anche transizione demografica del neolitico, rivoluzione agricola o prima rivoluzione agricola, fu la transizione su larga scala di molte delle culture umane durante il periodo neolitico da uno stile di vita di caccia e raccolta ad uno di agricoltura e sedentarietà, favorendo un incremento della popolazione umana. Fu in queste prime comunità sedentarie che divenne possibile fare osservazioni ed esperimenti con le piante e su come nascessero e crescessero. Questo nuovo tipo di conoscenza portò alla coltivazione delle piante.

## Alimentazione
- Paleolitico e Mesolitico: l'essere umano viveva di caccia e raccolta. La sua alimentazione variava anche in base al clima. Una delle tecniche per cacciare i mammiferi era mimetizzarsi, cospargendosi d'argilla per assumere il colore della terra. Dando fuoco al bosco, portavano un grosso animale fuori dallo stesso in un'area aperta e lì lo uccidevano; con la scoperta del fuoco, impararono a cuocere la carne.
- Neolitico: l'essere umano diventò sedentario, ma se il terreno coltivato non produceva più si spostava; inoltre, iniziò a conservare il cibo in vasi (i quali venivano cotti nei forni), produceva la farina (e con essa, in seguito, il pane), macinando il grano; durante il processo di macinazione, però, molto spesso nella farina finivano minuscole scaglie di pietra e polvere, che non facevano bene alla salute dell'uomo.
- Età dei metalli: l'essere umano iniziò a produrre bronzo, con il quale fabbricava utensili, armi e oggetti vari per la caccia e per l'agricoltura. Si iniziò inoltre a produrre prodotti secondari, come il formaggio.[senza fonte]

## Arte
La maggior parte dei primi oggetti prodotti dall'uomo ai quali si possa attribuire una validità artistica risalgono alle culture collocate tra Musteriano e Aurignaziano circa 30-40000 anni fa, durante il paleolitico dell'Homo sapiens e neanderthalensis. Si riconosce una intenzionalità artistica quando nell'oggetto non si ritrova un'utilità pratica evidente. Una forte capacità fantastica di creare e immaginare, di cui l'espressione "artistica" è solo una delle forme, è stata forse uno dei motivi della superiorità di uomini quali i Cro-Magnon sulle altre specie umane allora concorrenti.

### Musica
Nella storia della musica, la musica preistorica è la musica della Preistoria. Quasi tutte le culture preletterarie svilupparono sistemi musicali nei luoghi più disparati sul globo, e alcune tradizioni permangono ancora oggi in aree isolate, soprattutto nel patrimonio della musica etnica, la cosiddetta musica antica prese il posto di quella preistorica in seguito all'avvento della grafia.

## Note cronologiche

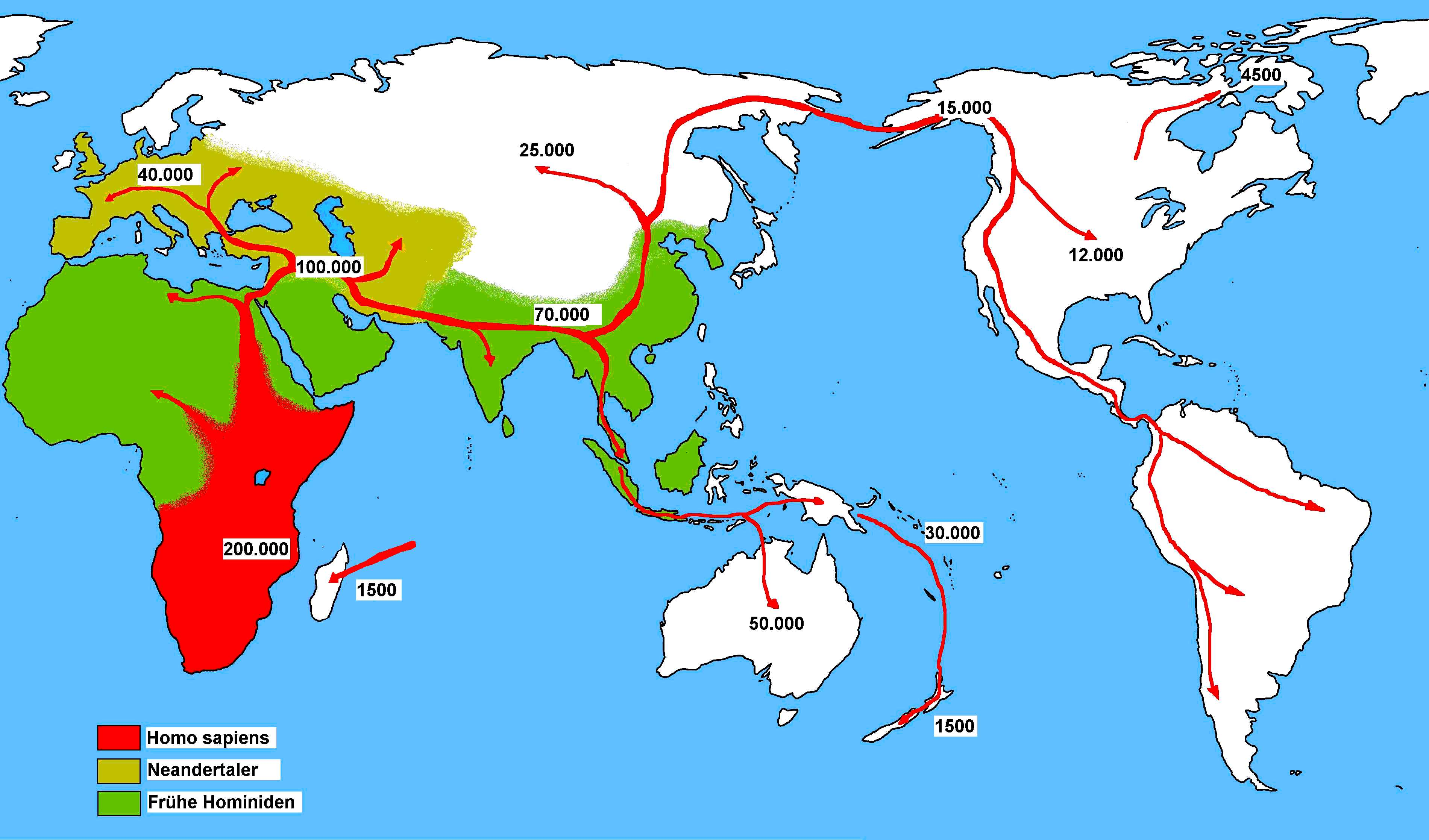
Le origini africane e la diffusione della specie umana